# Mirosław Sawicki
Pour les articles homonymes, voir Sawicki.
Mirosław Sawicki, né le 10 février 1946 à Varsovie et mort le 31 janvier 2016 à Varsovie, est un universitaire et homme politique polonais. Il est ministre de l'Éducation nationale entre mai 2004 et octobre 2005.

## Biographie

### Formation et vie professionnelle
En 1963, il intègre la faculté de physique de l'université de Varsovie. Ayant participé à un rassemblement étudiant lors des événements de Mars-1968, il est suspendu de ses études universitaires. Il lui est permis de les reprendre en 1970 et il obtient son diplôme en 1971. Il devient alors professeur de physique.

### Engagement politique
Il milite au Comité d'autodéfense sociale « KOR » dans la deuxième moitié des années 1970, puis il rejoint le syndicat Solidarność.
Il intègre l'administration du ministère de l'Éducation nationale en 1990, où il devient secrétaire d'État en 1996. Deux ans plus tard, il est désigné conseiller pour la science de l'ambassadeur de Pologne aux États-Unis. Il occupe ce poste jusqu'en 2002.
Le 2 mai 2004, Mirosław Sawicki est nommé ministre de l'Éducation nationale et des Sports dans le premier gouvernement minoritaire du social-démocrate Marek Belka. Il est confirmé le 11 juin, dans le second gouvernement minoritaire de coalition de Belka, le premier n'ayant pas reçu l'investiture de la Diète. À la suite de la création du ministère des Sports le 1er septembre 2005, il prend le titre de ministre de l'Éducation nationale.
Du fait d'un changement de majorité parlementaire, il quitte son ministère le 31 octobre.
Il est nommé en 2008 membre du conseil de l'Éducation nationale (REN), un organe consultatif mis en place par la ministre Katarzyna Hall.